# Mike Nock
Mike Nock (né Michael Anthony Nock le 27 septembre 1940) est un pianiste de jazz néo-zélandais qui vit et travaille en Australie.

## Carrière
Né à Christchurch, en Nouvelle-Zélande, Mike Nock a commencé sa carrière musicale à l'âge de 15 ans. Il s'est rendu en Australie à l'âge de 18 ans et a formé un trio de jazz populaire avec Freddy Logan et Chris Karan; The Three Out,. Ils enregistrent deux albums avant de se séparer en 1961, lorsque Nock obtient une bourse d'études aux États-Unis.
Pendant son séjour aux États-Unis, Nock a joué avec Booker Ervin, Coleman Hawkins, Dionne Warwick, John Handy, Sam Rivers, Sonny Stitt, Stanley Turrentine, et Yusef Lateef. En 1968, il constitua le groupe de jazz-rock Fourth Way. Puis en 1981, Nock a enregistré une album Ondas pour ECM. Plus tard, en 2024, il a joué l'album complete a le Festival de jazz de Melbourne.
Depuis 1986, il vit à Sydney, en Australie. En 1996, En 1996, il a été directeur artistique du label Naxos Jazz, jusqu'en 2001.